# 6115 Мартіндункан
6115 Мартіндункан (6115 Martinduncan) — астероїд головного поясу, відкритий 25 вересня 1984 року.
Тіссеранів параметр щодо Юпітера — 3,625.